# القزوعي
لعب القزوعي فن من الفنون الشعبية الحربية في المملكة العربية السعودية بمنطقة عسير، ويؤدى في المناسبات والأعراس وبعد الانتصار في المعارك، وهو يعتمد على حركات الأقدام وأصوات الحناجر.

## تعريف القزوعي
القزوعي بفتح القاف وسكون الزاي هو لون شعبي حربي يؤدى في المناسبات والأفراح يعتمد على اصوات الحناجر والأقدام خاليا من أي موثرات كالطبل والزير وغيرها كان يلعب في القديم في فرح الانتصار عقب المعركة وحاليا في ظل هذا الامان والله الحمد يؤدى في مناسبات الأفراح بشكل عام من اعراس واعياد وغيرها.

## طريقة القزوعي
يكون بعمل شبه دائرة ولكن منفصله بصفين متقوسين ويتنصفها شاعر عادة وأحيانا شاعرين أو أربع شعراء بحيث تكون محاورة ثنائية أو رباعيه أو سداسية وكل شاعرين يتحاورون على معنى أو موضوع معين وواحد أو اثنين أو ثلاثة أو أربعة وقد يزيدون أكثر حسب الصفوف من الذين يرتبون الحركة بالنزول وضرب الأقدام ويسمى الاعب المنتصف (المزيّف) أو (المهوّز) وعند قبائل يام الفرق انه يكون بعمل دائرة متصله وفرق بسيط في بعض الحركات،
- من طواريق القزوعي المشهورة:

القزوعي لعبة قروم الرجالي
بالسيف والبلجيك والحضرميه
- وهذا طاروق آخر للشاعر سعيد أبو دية الحازبي السنحاني :

ياماحلا فالفـلا فنجـال بريـه
جلابها جابها من سوق ظهراني
جابوا حطبها من جبال الجنوبية
عود قرض يابسٍ مافيه دخاني
- وهذ طاروق آخر للشاعر محمد بن علي بن ظافر الشريفي :

والقزوعي عندنا عادات رسمية
عادت جدانا ما حنا نخليها
- وهذا طاروق آخر لأحد الشعراء :

والسمان من القصيد اللي من الهزلة خلا
وعقبها لعب اقحطان اللي يجمل حالهـا
قزوعي والقزوعي من دون طبل يطبـلا
مابه الا صوت خبط القاع وصوت رجالها
لعب هيبـه العبـوه اجدودنـا مـن أولا
فالحرايب عقب مالعدوان تلقـى فالهـا